# Termopolium

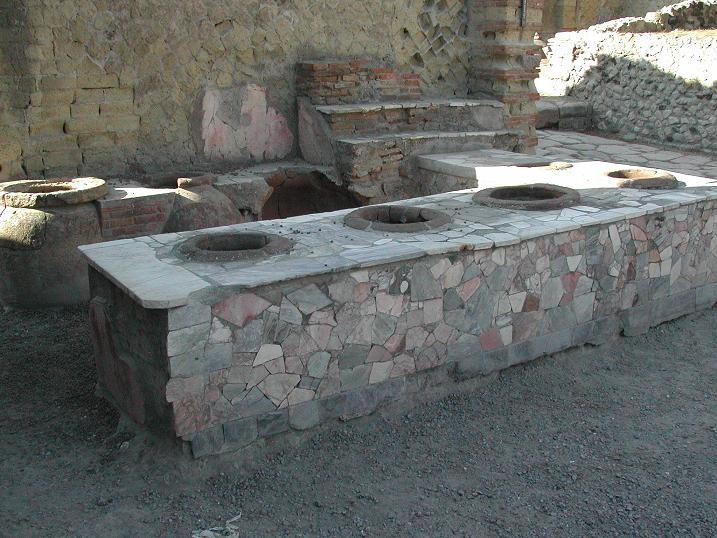
Termopolium v Herculaneu

Termopolium (množné číslo thermopolia; z řeckého θερμοπώλιον (thermopōlion), tj. vývařovna, doslovně „místo, kde se (něco) horkého prodává“) bylo v prostředí antického Řecka a Říma obchodní zařízení, kde bylo možné zakoupit jídlo k přímé spotřebě. V latinské literatuře se také označovalo jako popina, caupona, hospitium nebo stabulum, archeologové je však nazývají termopolium. Tyto provozovny byly předchůdci dnešních restaurací a v nich podávaná jídla se někdy srovnávají s moderním rychlým občerstvením. Tato místa byla využívána hlavně těmi, kteří si nemohli dovolit či nechtěli využít vlastní kuchyň, často plebejskými obyvateli nájemních domů insulae. Tato klientela jim někdy zhoršovala pověst.

## Podoba

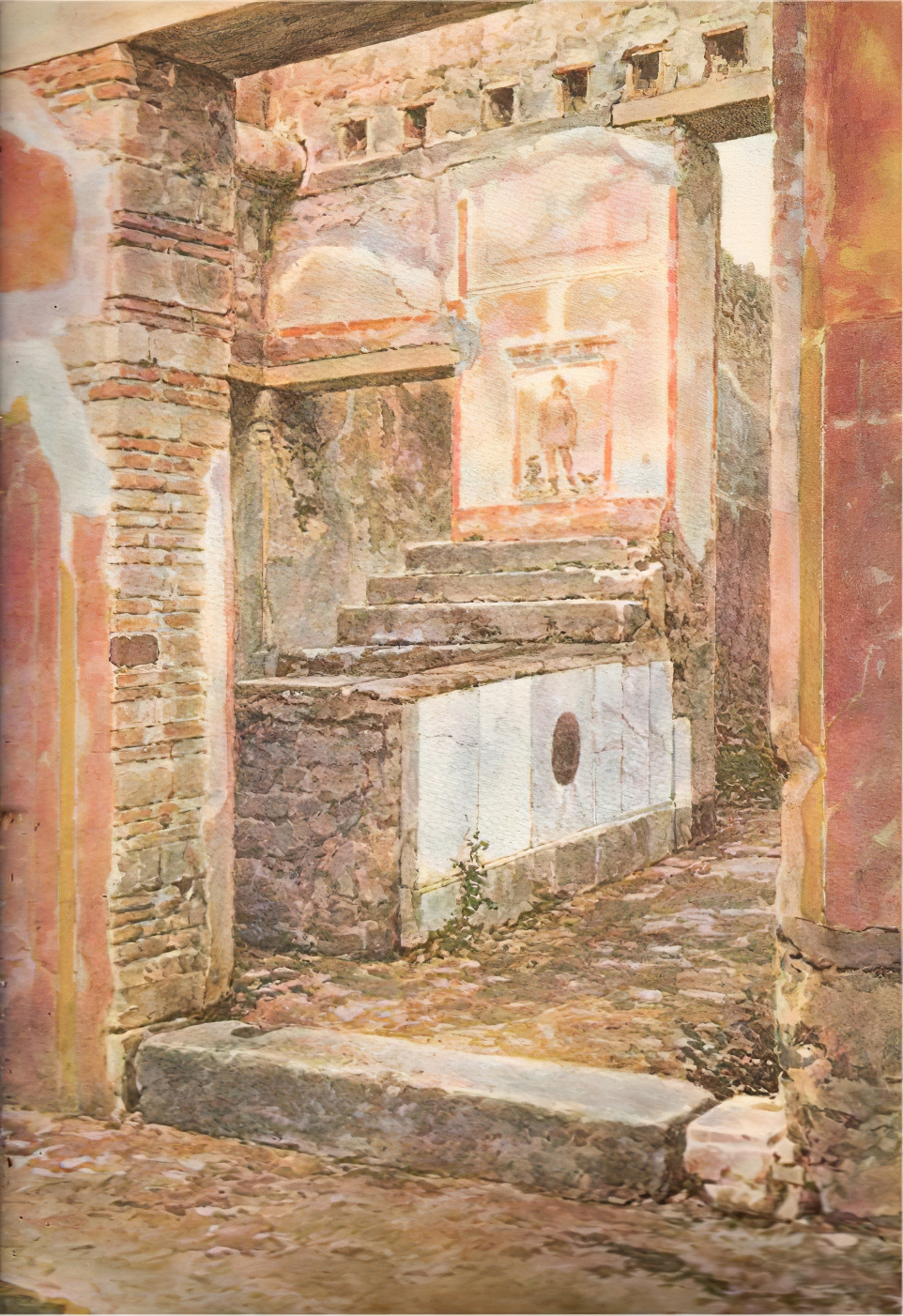
Pompejské termopolium (maloval Luigi Bazzani)

Typické termopolium sestávalo z malé místnosti přiléhající, ale nepropojené s domem, jíž dominoval čelní zděný pult. Příklad takového zařízení je možné najít v Ostii v Domě s malovanými klenbami (Insula delle Volte Dipinte). V tomto pultu byly zapuštěné kameninové nádoby (tzv. dolia) používané k uskladnění sušených potravin, jako např. ořechů (teplé jídlo by vyžadovalo, aby byla dolia po použití vyčištěna, ale protože bývala zabudovaná do pultu, předpokládá se, že nebyla používána pro teplá jídla, ale spíše jídla sypká, kde by čištění nebylo nutné). V termopoliu u Domu Neptuna a Amphitrité (Casa di Nettuno e Anfitrite) v Herculaneu byly v takové nádobě nalezeny zuhelnatělé zbytky ořechů. Okázalejší termopolia bývala také zdobena freskami.
Zachovalejší pozůstatky termopolií se nachází v Pompejích, Herculaneu a Ostii.

## Asellinovo termopolium

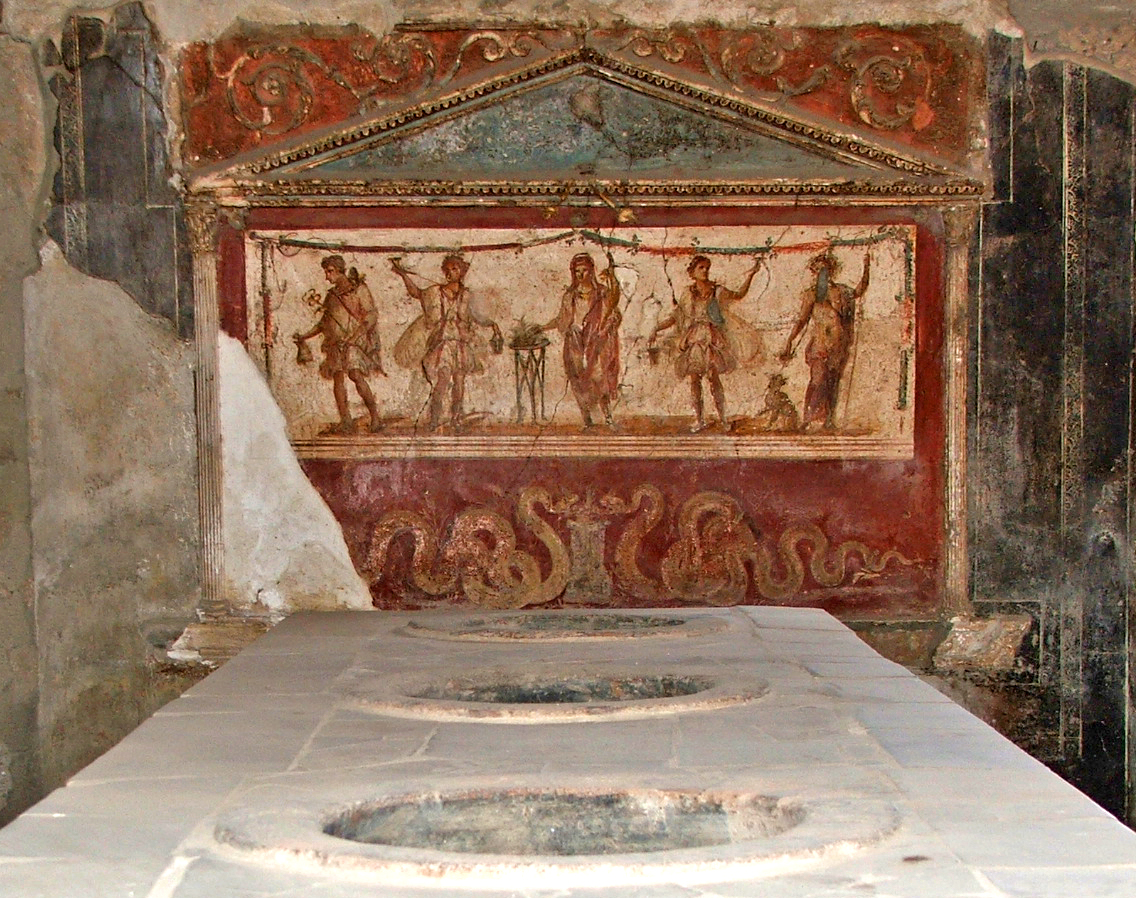
Termopolium v Pompejích

Jedním z nejzachovalejších příkladů termopolií v Pompejích je Asellinovo termopolium. V pultu byly nalezeny celistvé džbány i jídla a také varná nádoba naplněná vodou. Přízemí v Asellinova termopolia bylo využíváno ke konzumaci jídla a pití; také odtud vedlo schodiště do pokojů pro hosty v patře.
Toto zařízení mělo typické uspořádání, zahrnující široké dveře otevřené do ulice a pult s otvory, do něhož byly vložené čtyři nádoby (dolia) na jídlo nebo víno. Byla v něm vyčleněná místa pro svatyně Larů (bůžků domácnosti), Merkura (boha obchodu) a Baccha (boha vína), pro tento typ podnikání nejvýznamnější božstva. V patře se nacházely také pokoje pro hosty, které se mohly využívat k ubytování; vzhledem k mnoha ženským jménům napsaným spokojenými klienty na vnější stěně termopolia se někteří domnívají, že se mohlo jednat o nevěstinec. Další teorie spočívá v tom, že se jednalo o otrokyně, které pracovaly jako obsluha. Za pultem byly zbytky dřevěných polic zavěšených od stropu, sloužících k uskladnění amfor.
V roce 2020 bylo nově objeveno další pompejské termopolium s osmi dolii. Kromě fresek zobrazujících nabízené potraviny je zde ještě jedna freska, která znázorňuje psa s obojkem na vodítku, což může být připomínkou pro zákazníky, aby své domácí mazlíčky měli uvázané. Byla také nalezena kompletní kostra „extrémně malého“ dospělého psa, která „dosvědčuje cílené selektivní šlechtění v římské epoše“.

## Další termopolia
- Euxinova caupona[6]
- Salviova caupona[7]
- Hermův hostinec[8]